# Brobergen

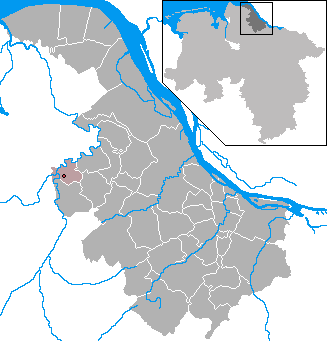

Stema

Brobergen (în germana de jos Brobargen) este un sat din landul Saxonia Inferioară, Germania. Sat este traversat de fluviul Oste. Suprafață este 6,06 km² și numărul locuitorilor este de 226 (decembrie 2003). Aparține administrativ de comuna Kranenburg. Localitatea este atestata ducumentar din 1286 (Brocberge).
Coordonate: 53°35′N 9°11′E / 53.583°N 9.183°E